# Roald Dahl novelláinak listája
Az alábbi szócikk Roald Dahl novelláinak listáját tartalmazza. Ezen műveire általában meghökkentő mesékként hivatkoznak.

## Meghökkentő mesék
| Eredeti cím                                                                              | Magyar cím                                                                | Első megjelenés ideje             | Magyarul kötetben                                                                    | Fordító                               | Megjegyzés                                                                                |
| ---------------------------------------------------------------------------------------- | ------------------------------------------------------------------------- | --------------------------------- | ------------------------------------------------------------------------------------ | ------------------------------------- | ----------------------------------------------------------------------------------------- |
| A Piece of Cake                                                                          | Gyerekjáték                                                               | 1942. augusztus 1. 1944. november | Összes 1.                                                                            | Petri Péter                           | Eredetileg két novella Shot Down Over Libya és Missing: Believed Killed címen             |
| The Gremlins                                                                             |                                                                           | 1942. december                    |                                                                                      |                                       | Először Pegasus címmel jelent meg                                                         |
| The Sword                                                                                |                                                                           | 1943. augusztus                   |                                                                                      |                                       | Újradolgozva az 1986-os Going Solo-ban                                                    |
| Katina                                                                                   | Katina                                                                    | 1944. március                     | Összes 2.                                                                            | Petri Péter                           |                                                                                           |
| Only This                                                                                | Ennyi az élet                                                             | 1944. szeptember                  | Összes 2.                                                                            | Petri Péter                           |                                                                                           |
| Beware of the Dog                                                                        | A megszállott                                                             | 1944. október                     | Összes 2.                                                                            | Petri Péter                           |                                                                                           |
| They Shall Not Grow Old                                                                  | És nem vénülnek meg                                                       | 1945. március                     | Összes 2.                                                                            | Petri Péter                           |                                                                                           |
| Madame Rosette                                                                           | Madame Rosette                                                            | 1945. június                      | Összes 2.                                                                            | Petri Péter                           |                                                                                           |
| Death of an Old Old Man                                                                  | Végkifejlet                                                               | 1945. szeptember                  | Összes 2.                                                                            | Petri Péter                           |                                                                                           |
| Someone Like You                                                                         | Hétköznapi történet                                                       | 1945. november                    | Összes 2.                                                                            | Petri Péter                           |                                                                                           |
| An African Story                                                                         | Afrikai történet                                                          | 1946                              | Összes 2.                                                                            | Petri Péter                           |                                                                                           |
| Yesterday was Beautiful                                                                  | A tegnap gyönyörű volt                                                    | 1946                              | Összes 2.                                                                            | Petri Péter                           |                                                                                           |
| The Mildenhall Treasure                                                                  | A Mildenhall-i kincs                                                      | 1947. szeptember 20.              | Összes 2.                                                                            | Petri Péter                           | Először He Plowed Up $1,000,000 címmel jelent meg                                         |
| Man from the South                                                                       | Egy ember délről/ A délről jött ember                                     | 1948. szeptember                  | Szuperpempő, Meghökkentő mesék 2., Összes 1.                                         | Borbás Mária, Béber Balázs            | Alternatív címei: Collector's Item, The Smoker                                            |
| The Sound Machine                                                                        | A hangfogó                                                                | 1949. szeptember                  | Összes 1.                                                                            | Tóth Róbert                           |                                                                                           |
| Poison                                                                                   | Méreg                                                                     | 1950. június                      | Szuperpempő, Összes 1.                                                               | Borbás Mária                          |                                                                                           |
| Girl Without a Name                                                                      |                                                                           | 1951. november                    |                                                                                      |                                       |                                                                                           |
| Taste                                                                                    | Borkóstoló                                                                | 1951. december 8.                 | Meghökkentő mesék 1., Összes 1.                                                      | Moharos Éva, Tóth Róbert              |                                                                                           |
| Dip in the Pool                                                                          | Lutri                                                                     | 1952. január 19.                  | Szuperpempő, Összes 1.                                                               | Borbás Mária                          |                                                                                           |
| Skin                                                                                     | Bőr                                                                       | 1952. május 17.                   | Szuperpempő, Összes 1.                                                               | Borbás Mária                          | Először A Picture for Drioli címmel jelent meg                                            |
| My Lady Love, My Dove                                                                    | Szerelmem, galambom                                                       | 1952. június 21.                  | Meghökkentő mesék 2., Összes 1.                                                      | Mácsai István                         |                                                                                           |
| Mr. Feasey                                                                               | Mr. Feasey                                                                | 1953. augusztus                   | Meghökkentő vidéki mesék, Összes 2.                                                  | Molnár Zoltán                         | Claud-történet                                                                            |
| Lamb to the Slaughter                                                                    | Áldozati báránycomb/ Bárány hentesné módra                                | 1953. szeptember                  | Szuperpempő, Áldozati báránycomb, A szerelem illata, Meghökkentő mesék 1., Összes 1. | Borbás Mária, Török Attila            |                                                                                           |
| Nunc Dimittis                                                                            | A festmény                                                                | 1953. szeptember                  | Meghökkentő mesék 2., Összes 1.                                                      | Mácsai István                         | Először The Devious Bachelor címmel jelent meg                                            |
| Edward the Conqueor                                                                      | Hódító Edward                                                             | 1953. október 31.                 | Szuperpempő, Összes 1.                                                               | Borbás Mária                          |                                                                                           |
| Galloping Foxley                                                                         | Galoppos Foxley                                                           | 1953. november                    | Meghökkentő mesék 1., Összes 1.                                                      | Török Attila                          | Több cselekménybeli hasonlóság a Szerencsés kezdet c. novellával                          |
| The Great Automatic Grammatizator                                                        | A szépírógép                                                              | 1953                              | Szuperpempő, Összes 1.                                                               | Borbás Mária                          |                                                                                           |
| Mr. Hoddy                                                                                | Mr. Hoddy                                                                 | 1953                              | Meghökkentő vidéki mesék, Összes 2.                                                  | Molnár Zoltán                         | Claud-történet                                                                            |
| Neck                                                                                     | Nyak                                                                      | 1953                              | Szuperpempő, Jámbor örömök, Összes 1.                                                | Borbás Mária                          |                                                                                           |
| The Ratcatcher                                                                           | A patkányfogó                                                             | 1953                              | Meghökkentő vidéki mesék, Összes 2.                                                  | Molnár Zoltán                         | Claud-történet                                                                            |
| Rummins                                                                                  | Rummins                                                                   | 1953                              | Meghökkentő vidéki mesék, Összes 2.                                                  | Molnár Zoltán                         | Claud-történet                                                                            |
| The Soldier                                                                              | A katona                                                                  | 1953                              | Összes 1.                                                                            | Szántai Zsolt                         |                                                                                           |
| The Wish                                                                                 | A kívánság                                                                | 1953                              | Összes 1.                                                                            | Tóth Róbert                           |                                                                                           |
| The Way Up to Heaven                                                                     | A mennyország útja/ Út a mennyországba                                    | 1954. február 27                  | Szuperpempő, Jámbor örömök, Meghökkentő mesék 2., Összes 1.                          | Borbás Mária, Török Attila            |                                                                                           |
| Parson's Pleasure                                                                        | Jámbor örömök                                                             | 1958. április                     | Szuperpempő, Jámbor örömök, Meghökkentő vidéki mesék, Összes 2.                      | Borbás Mária                          | Claud-történet                                                                            |
| The Champion of the World                                                                | A vadorzás világbajnoka                                                   | 1959. január 31.                  | Meghökkentő vidéki mesék, Összes 2.                                                  | Molnár Zoltán                         | Claud-történet. Több cselekménybeli hasonlóság a Danny, a szupersrác című gyerekkönyvével |
| The Landlady                                                                             | A házinéni                                                                | 1959. november 28.                | Szuperpempő, Jámbor örömök, Összes 1.                                                | Borbás Mária                          |                                                                                           |
| Mrs. Bixby and the Colonel's Coat                                                        | Mrs. Bixby bundája/Mrs. Bixby és az ezredes bundája/Mrs. Bixby és a bunda | 1959. december                    | Szuperpempő, A szerelem illata, Meghökkentő mesék 1., Összes 1.                      | Borbás Mária, Rácz Lívia, Moharos Éva |                                                                                           |
| Genesis and Catastrophe: A True Story                                                    | Születés és katasztrófa: Igaz történet                                    | 1959. december                    | Meghökkentő mesék 1., Összes 1.                                                      | Török Attila                          | Először A Fine Son címmel jelent meg                                                      |
| Georgy Porgy                                                                             | A szemérmes George                                                        | 1960                              | Meghökkentő mesék 2., Összes 1.                                                      | Mácsai István                         |                                                                                           |
| Pig                                                                                      | A disznó                                                                  | 1960                              | Összes 1.                                                                            | Tóth Róbert                           |                                                                                           |
| Royal Jelly                                                                              | Szuperpempő                                                               | 1960                              | Szuperpempő, Jámbor örömök, Összes 1.                                                | Borbás Mária                          |                                                                                           |
| William and Mary                                                                         | William és Mary                                                           | 1960                              | Szuperpempő, Összes 1.                                                               | Borbás Mária                          |                                                                                           |
| In the Ruins                                                                             |                                                                           | 1964. június                      |                                                                                      |                                       |                                                                                           |
| The Visitor                                                                              | A látogatás/A látogató                                                    | 1965. május                       | A szerelem illata, Meghökkentő mesék a szexről, Összes 2.                            | Árokszállásy Zoltán, Békési József    |                                                                                           |
| The Last Act                                                                             | Az utolsó felvonás                                                        | 1966. január                      | Meghökkentő mesék a szexről, Összes 2.                                               | Petri Péter                           |                                                                                           |
| The Great Switcheroo                                                                     | A nagy cserebere                                                          | 1974. április                     | A szerelem illata, Meghökkentő mesék a szexről, Összes 2.                            | Tézsla Ervin                          |                                                                                           |
| The Butler                                                                               | A komornyik                                                               | 1974. május                       | Összes 1.                                                                            | Tóth Róbert                           | Először The Butler Did It címmel jelent meg                                               |
| Bitch                                                                                    | A szerelem illata/A Szerelem illata                                       | 1974. július                      | A szerelem illata, Meghökkentő mesék a szexről, Összes 2.                            | Tolnai László, Erdő Orsoly            |                                                                                           |
| Ah, Sweet Mystery of Life                                                                | Az élet édes misztériuma                                                  | 1974                              | Meghökkentő vidéki mesék, Összes 2.                                                  | Molnár Zoltán                         | Claud-történet                                                                            |
| The Hitch-Hiker                                                                          | A stoppos                                                                 | 1977. július                      | Meghökkentő mesék 1., Összes 1.                                                      | Török Attila                          |                                                                                           |
| Lucky Break                                                                              | A szerencsés kezdet                                                       | 1977                              | Összes 1.                                                                            | Békési József                         | Több cselekménybeli hasonlóság a Galoppos Foxley c. novellával                            |
| The Boy Who Talked with Animals                                                          | A fiú, aki beszélgetett az állatokkal                                     | 1977                              | Összes 1.                                                                            | Szántai Zsolt                         |                                                                                           |
| The Swan                                                                                 | A hattyú                                                                  | 1977                              | Összes 1.                                                                            | Tóth Róbert                           |                                                                                           |
| The Wonderful Story of Henry Sugar                                                       | Henry Sugar csodálatos története                                          | 1977                              | Meghökkentő mesék 2., Összes 2.                                                      | Árokszállásy Zoltán, Vándor Judit     |                                                                                           |
| The Umbrella Man                                                                         | Az esernyős ember                                                         | 1980                              | Összes 1.                                                                            | Szántai Zsolt                         |                                                                                           |
| Mr. Botibol                                                                              | Mr. Botibol                                                               | 1980                              | Meghökkentő mesék 2., Összes 1.                                                      | Mácsai István                         |                                                                                           |
| Vegeance is Mine Inc.                                                                    | Isteni Bosszú Rt.                                                         | 1980                              | Összes 1.                                                                            | Török Attila                          |                                                                                           |
| Princess and the Poacher                                                                 |                                                                           | 1986                              |                                                                                      |                                       |                                                                                           |
| Princess Mammalia                                                                        |                                                                           | 1986                              |                                                                                      |                                       |                                                                                           |
| The Bookseller                                                                           | A könyvkereskedő                                                          | 1987. január                      | Összes 1.                                                                            | Tóth Róbert                           |                                                                                           |
| The Surgeon                                                                              | A sebész                                                                  | 1988. január                      | Összes 1.                                                                            | Békési József                         |                                                                                           |
| Death in the Square: A Christmas Mystery in Four Parts (Dahl csak az első rész szerzője) |                                                                           | 1988. december 24.                |                                                                                      |                                       |                                                                                           |

## Kötetek

### Angolul
- Over to You: Ten Stories of Flyers and Flying (1946)
- Someone Like You (1953, 1984 bővített kiadás)
- Kiss Kiss (1960)
- Switch Bitch (1974)
- The Wonderful Story of Henry Sugar and Six More (1977)
- Tales of the Unexpected (1980)
- More Tales of the Unexpected (1980)
- Two Fables (1986)
- Ah, Sweet Mystery of Life (1989)
- The great automatic grammatizator and other stories (2001)
- Skin and Other Stories (2002)

#### Összegyűjtött kötetek
- The Best of Roald Dahl: stories from Over to You, Someone Like You, Kiss Kiss, Switch Bitch (1978)
- The Roald Dahl Omnibus (1986)
- The Collected Short Stories of Roald Dahl (1991, 2006)
- The Roald Dahl Treasury (1997)
- The Complete Short Stories: Volume One (1944–1953) (2013)
- The Complete Short Stories: Volume Two (1954–1988) (2013)

### Magyarul
- Szuperpempő, Európa Könyvkiadó, Budapest, 1968, fordította: Borbás Mária

Európa Könyvkiadó, Budapest, 1982, ISBN 963-07-2516-9, fordította: Borbás Mária, illusztrálta: Hegedüs István.
Újranyomás: Európa Könyvkiadó, Budapest, 1986, ISBN 963-07-3857-0, fordította: Borbás Mária
és Könyvmolyképző Kiadó, Szeged, 2008, ISBN 978-963-245-087-2
- Áldozati báránycomb – 13 detektívtörténet, Kriterion Könyvkiadó, Bukarest, 1977, fordította: Borbás Mária (a címadó novella a válogatáskötetben)
- A szerelem illata, Szukits Könyvkiadó, Szeged, 2000, ISBN 963-9278-22-X, fordította: Moharos Éva, Árokszállásy Zoltán, Tézsla Ervin, Tolnai László, Török Attila, illusztrálta: Kelemen István
- Jámbor örömök/Parson's Pleasure (kétnyelvű), Európa Könyvkiadó, Budapest, 1991, ISBN 963-07-5276-X, Corvina, Budapest, 1999, ISBN 963-13-4743-5, fordította: Borbás Mária
- Meghökkentő mesék, Szukits Könyvkiadó, Szeged, 1994, ISBN 963-8199-46-6, fordította: Moharos Éva, Török Attila
- Meghökkentő mesék 2., Szukits Könyvkiadó, Szeged, 1995, ISBN 963-8199-74-1, fordította: Árokszállásy Zoltán, Béber Balázs, Mácsai István, Török Attila
- Meghökkentő mesék a szexről, Szukits Könyvkiadó, Szeged, 1997, ISBN 963-9020-48-6, fordította: Árokszállásy Zoltán, Petri Péter, Tolnai László
- Meghökkentő vidéki mesék, Szukits Könyvkiadó, Szeged, 1997, 1998, ISBN 963-9151-28-9, fordította: Borbás Mária, Molnár Zoltán, Petri Péter
- Roald Dahl összes meghökkentő meséje 1., Szukits Könyvkiadó, Szeged, 2001, ISBN 963-9393-05-3 (ISBN 963-9393-06-1), fordította: Békési József, Borbás Mária, Mácsai István, Petri Péter
- Roald Dahl összes meghökkentő meséje 2., Szukits Könyvkiadó, Szeged, 2002, ISBN 963-9393-81-9 (ISBN 963-9393-06-1), fordította: Békési József, Borbás Mária, Erdő Orsolya, Molnár Zoltán

#### Folyóiratokban
- Egy ember délről, Rakéta Regényújság, 1980. február 5., fordította: Borbás Mária
- A mennyország útja, Rakéta Regényújság, 1980. augusztus 5., fordította: Borbás Mária
- Bőr, Rakéta Regényújság, 1980. október 7., fordította: Borbás Mária
- Mrs. Bixby és az ezredes bundája, Rakéta Regényújság, 1980. december 30., fordította: Rácz Lívia
- A házinéni, Rakéta Regényújság, 1991. szeptember 10., fordította: Borbás Mária
- Méreg, Rakéta Regényújság, 1992. június 30., fordította: Borbás Mária

## Fordítás
Ez a szócikk részben vagy egészben  a   Roald Dahl short stories bibliography című angol Wikipédia-szócikk ezen változatának fordításán alapul.  Az eredeti cikk szerkesztőit annak laptörténete sorolja fel. Ez a jelzés csupán a megfogalmazás eredetét és a szerzői jogokat jelzi, nem szolgál a cikkben szereplő információk forrásmegjelöléseként.